# Dindur, Ron
Dindur là một làng thuộc tehsil Ron, huyện Gadag, bang Karnataka, Ấn Độ.